# Terminologie wrestling
Wrestlingul, ca și oricare alt domeniu, are propriul său vocabular specific. Acest articol cuprinde o listă alfabetică a principalilor termeni de jargon ai acestui sport-spectacol.

## A
- A-Show : un eveniment/show de wrestling în care evoluează cele mai titrate staruri ale unei promoții de wrestling. Un exemplu de A-Show este emisiunea RAW a promoției World Wrestling Entertainment sau WCW Monday Nitro a fostei promoții World Championship Wrestling. [1]
- A-Team : un grup din care fac parte unele dintre cele mai mari superstaruri ale unei promoții de wrestling, care urmează să concureze în cadrul unui anumit eveniment. Următorul grup, format din wrestleri aflați pe treapta imediat următoare în ierarhia valorică poartă numele de B-Team, și așa mai departe. [1]
- Abortion : acțiunea de a abandona continuarea unei feude sau folosirea unui gimmick, de obicei fără a da vreo explicație. Acest lucru poate avea loc datorită lipsei de interes din partea fanilor, dacă angle-ul este prost pus în scenă sau dacă spectatorii găsesc storyline-ul deranjant din punct de vedere moral. Termenul este unul vechi și nu mai este folosit în prezent, fiind înlocuit cu termenul de "Scrapped". Un exemplu în acest sens este storyline-ul referitor la presupusa moarte a lui Vince McMahon, care a fost abandonat datorită tragediei petrecută în familia wrestlerului Chris Benoit.
- André shot : o tehnică de filmare folosită pentru a pune în evidență sau a exagera înălțimea unui wrestler, fie prin filmarea lui de jos în sus, filmarea interacțiunilor lui cu persoane scunde sau de înălțime medie, fie prin suspendarea cu ajutorul diferitor suporturi a wrestlerului. Acest principiu este folosit și atunci când se aleg arbitrii meciurilor de wrestling, care sunt persoane mai scunde, pentru a scoate în evidență înălțimea wrestlerilor implicați în meci. Denumirea provine de la wrestlerul André the Giant, care în timpul interviurilor obișnuia să stea pe diferite obiecte pentru a părea și mai înalt decât era.
- Agent sau Road Agent : manager, deseori el însuși un wrestler retras din activitate, asigură legătura wrestlerului cu bookerii și forurile de conducere ale promoției. În WWE este denumit producător ("producer").
- Angle : sinonim cu storyline. Un angle poate cuprinde un singur meci sau un singur segment dintr-un show săptămânal, sau se poate transforma într-o vendetă ce poate dura mai mulți ani. Angle-ul poate fi modificat pe parcurs dacă nu se primește răspunsul așteptat din partea publicului sau unul din wrestleri își reziliază contractul de colaborare cu promoția în care activează.
- Apter mag : un magazin de wrestling de tip vechi care susține realitatea kayfabe-ului. De obicei este alcătuit din articole și interviuri inventate. Termenul își are originile de la numele jurnalistului Ben Apter, senior editorul revistei Pro Wrestling Illustrated [1]
- Arm colour : un wrestler cu un braț însângerat (de obicei, ca rezultat al blading-ului). [1]
- Around the Horn sau Around the Loop : un turneu în care un wrestler luptă în majoritatea orașelor mari acoperite de promoția de wrestling. [1]
- Attitude Era (era Attitude) : perioadă din istoria World Wrestling Federation cuprinsă între 1997 și 2001, caracterizată prin trecerea de la un produs adresat întregii familii la un produs mai aproape de realitatea imediată, cuprinzând segmente mult mai violente.

## B
- Babyface (numit și baby sau face): un wrestler considerat ca făcând parte din rândul wrestlerilor "buni", care respectă regulile, atrăgând aprobarea și simpatia publicului. [1] Vezi și termenii "heel" și "tweener".
- Backyard wrestling : acțiunea de a practica wrestlingul ca un hobby, de obicei de către persoane fără un antrenament specific. Fenomenul este întâlnit cu precădere în rândul adolescenților. Termenul poate fi folosit și în cazul promoțiilor de wrestling independente cu o notorietate de neglijat.
- Bait and Switch : când un promoter sau un wrestler îi face pe fani să creadă că se va întâmpla un anumit lucru, dar acționează în așa fel încât lucrurile iau o cu totul altă turnură, spectatorii fiind surprinși într-un mod plăcut sau neplăcut, devenind confuzi și dezamăgiți. De exemplu, Jerry Lawler trebuia să se lupte cu Bret Hart la SummerSlam 1993, dar Lawler a simulat o accidentare și l-a trimis în ring în locul său pe clovnul Doink.
- Batman match : un termen folosit pentru a descrie un meci foarte prost executat. Termenul provine de la un serial al televiziunii americane ABC din anii '60, în care erau prezentate scene de luptă bizare și caraghioase, însoțite de o coregrafie comică.
- Beat down : când un wrestler sau alt performer este bătut foarte rău, de obicei de un alt grup de wrestleri. [1]
- Bizzaro World : expresie folosită pentru prima dată de Jerry "The King" Lawler. Termenul se referă la fanii dintr-un oraș care îi încurajează pe wrestlerii heel, îi huiduiesc pe wrestlerii face sau reacționează într-un mod neașteptat vizavi de evenimentele care se petrec în show-ul de wrestling. Jerry obișnuiește să folosească termenul când se referă la fanii canadieni, care de obicei încurajează orice wrestler de origine canadiană, indiferent de orientarea acestuia. Termenul este utilizat uneori și pentru descrierea fanilor britanici, atunci când susțin un wrestler englez heel sau un performer antiamerican.
- Blade (în română - lamă) : un obiect tăios folosit pentru acțiunea numită "blading". Lama este de obicei ascunsă în fașele pe care le au wrestlerii pe mâini sau într-un loc ferit de privirile spectatorilor. [2]
- Blading : acțiunea prin care unui wrestler i se provoacă o rană deschisă pentru a determina sângerarea. Bladingul poate fi autoprovocat sau poate fi făcut de către alt wrestler. Locul în care se provoacă de obicei sângerarea este fruntea. [2]
- Blind : atunci când un arbitru stă cu spatele și nu observă că una din părțile implicate în luptă trișează (de obicei trișorii sunt wrestleri heel, care obțin astfel un avantaj în meci).
- Blind tag : un tag făcut într-un meci pe echipe, când wrestlerul de pe apron face schimbul cu partenerul său din ring în mod involuntar sau fără consimțământul acestuia. Acest lucru se întâmplă cel mai des atunci când wrestlerul din ring este aruncat în colțul echipei sale.
- Blow off : meciul final al unei feude, care are loc de cele mai multe ori în cadrul evenimentelor pay-per-view. Termenul mai este folosit și în cazul ultimului meci pe care un wrestler îl dispută în cadrul unei promoții. [2]
- Blow up : situația în care un wrestler ajunge să fie lipsit de energie, fie din cauza rezistenței scăzute, fie din cauza efectuării unei serii de manevre solicitante din punct de vedere fizic în momentele de început ale meciului. [1]
- Blown spot : o manevră de wrestling executată greșit. Termenul apare și sub forma de botched spot.
- Bonzo gonzo : moment dintr-un meci pe echipe în care toți wrestlerii sunt în ring, implicați într-o altercație generală, arbitrul scăpând lucrurile de sub control.
- Booker : persoană care decide structura unui show de wrestling, ia decizii asupra meciurilor și asupra rezultatelor, creează storyline-uri . În atribuțiile echipei de booking (numită Creative Team în cadrul WWE) intră și alte aspecte deosebit de importante, cum ar fi orientarea wrestlerilor (face/heel), alegerea gimmick-urilor ș.a.m.d.
- Booking : acțiunile întreprinse de bookeri. Termenul este folosit de wrestleri și pentru a face referire la un meci care va avea loc sau la o apariție viitoare într-un show de wrestling.
- Botch : o manevră de wrestling executată greșit (sinonim cu blown spot)
- Bozark : denumire veche folosită pentru wrestleri de sex feminin. [1]
- Bowling Shoe Ugly : expresie inventată și folosită de comentatorul Jim Ross pentru un lucru/eveniment care este de-a dreptul regretabil, deseori folosită sub formă de scuză în fața telespectatorilor.
- Broadway : atunci când un meci cu o durată determinată (de 20 sau 60 de minute) se termină cu o remiză.
- Brocking : acțiunea prin care un wrestler execută greșit cea mai importantă manevră din meci, încurcându-se în coarda superioară a ringului. Situația a fost numită după wrestlerul Brock Lesnar, care a pățit acest lucru atunci când a vrut să execute un Shooting Star Press în meciul contra lui Kurt Angle la WrestleMania XIX.
- Bump : atunci când un wrestler/arbitru/manager sau alte persoane cad pe podeaua ringului sau suprafața din jurul ringului. [3][1]
- Bump Card : teoria conform căreia în întreaga sa carieră, un wrestler poate să cadă pe podeaua ringului de un număr limitat de ori. Odată ajuns într-o promoție importantă, wrestlerul poate să nu mai dorească să execute manevre de pe corzile ringului, deoarece conform acestei teorii, își adaugă de fiecare dată o altă căzătură la numărul limitat pe care se presupune că-l are la dispoziție.
- Bury : acțiunea prin care un promotor sau un booker decide să-i reducă popularitatea unui wrestler, făcându-l să piardă rușinos meciuri sau punându-l să participe în storyline-uri denigratoare sau care nu sunt pe gustul publicului. Această acțiune poate fi o consecință a pierderii statutului privilegiat pe care îl deținea până atunci wrestlerul în cadrul companiei, sau poate fi rezultatul unui conflict existent în viața reală între booker și wrestler.
- Busted Open : termen folosit pentru a descrie un wrestler care sângerează. (vezi și juicing)

## F
Finisher : Miscarea semnatura al unui wrestler, cu care se incheie meciul. Adesea considerata cea mai puternica miscare din arsenalul sau.

## G
Gimmick : Rolul/personalitatea pe care wrestlerul o afiseaza in ring sau in afara acestuia.

## H
- Heel : Wrestlerul care este facut in asa fel incat sa fie urat de public si huiduit. Adesea , un heel foloseste tactici neortodoxe pentru a castiga un meci. (Pin cu picioarele pe corzi, folosirea obiectelor interzise cand arbitrul nu este atent la actiune, etc)

## P
Pinfall : Modul cel mai des intalnit pentru incheierea unui meci. Ca un pinfall sa fie valid, wrestlerul trebuie sa fie cu umerii la pamant pana la incheierea numaratorii de 3 secunde.

## T
- Tweener : Este un luptător ambiguu din punct de vedere moral, care nu este nici heel nici face. Termenul este, de asemenea, utilizat pentru a desemna luptători care pot alege la întâmplare ambele alternative, cât și pentru luptători care folosesc tactici de heel, dar (în ciuda sau din cauza lui) sunt iubiți de public.